# Trioză

D-gliceraldehida este o aldotrioză.

Dihidroxiacetonaeste o cetotrioză.

O trioză este un tip de monozaharidă care conține doar trei atomi de carbon. Sunt posibile doar trei trioze: L-gliceraldehida și D-gliceraldehida, ambele fiind aldotrioze (au o grupare carbonil de tip aldehidă la capătul catenei) și dihidroxiacetona, aceasta fiind cea mai simplă cetotrioză (are o grupare carbonil de tipul cetonă pe catenă). 
Triozele sunt importante în procesul de respirație celulară. În timpul glicolizei, fructoză-1,6-difosfatul este transformat în gliceraldehidă-3-fosfat și dihidroxiacetonă-fosfat. Acidul lactic și acidul piruvic sunt derivați din aceste molecule. 